# Globimorphina
Globimorphina es un género de foraminífero bentónico de la subfamilia Pallaimorphininae, de la familia Chilostomellidae, de la superfamilia Chilostomelloidea, del suborden Rotaliina y del orden Rotaliida. Su especie tipo es Globigerina trochoides. Su rango cronoestratigráfico abarca desde el Turoniense (Cretácico superior) hasta el Eoceno.

## Clasificación
Globimorphina incluye a las siguientes especies:
- Globimorphina trochoides †